# Jakob Piil

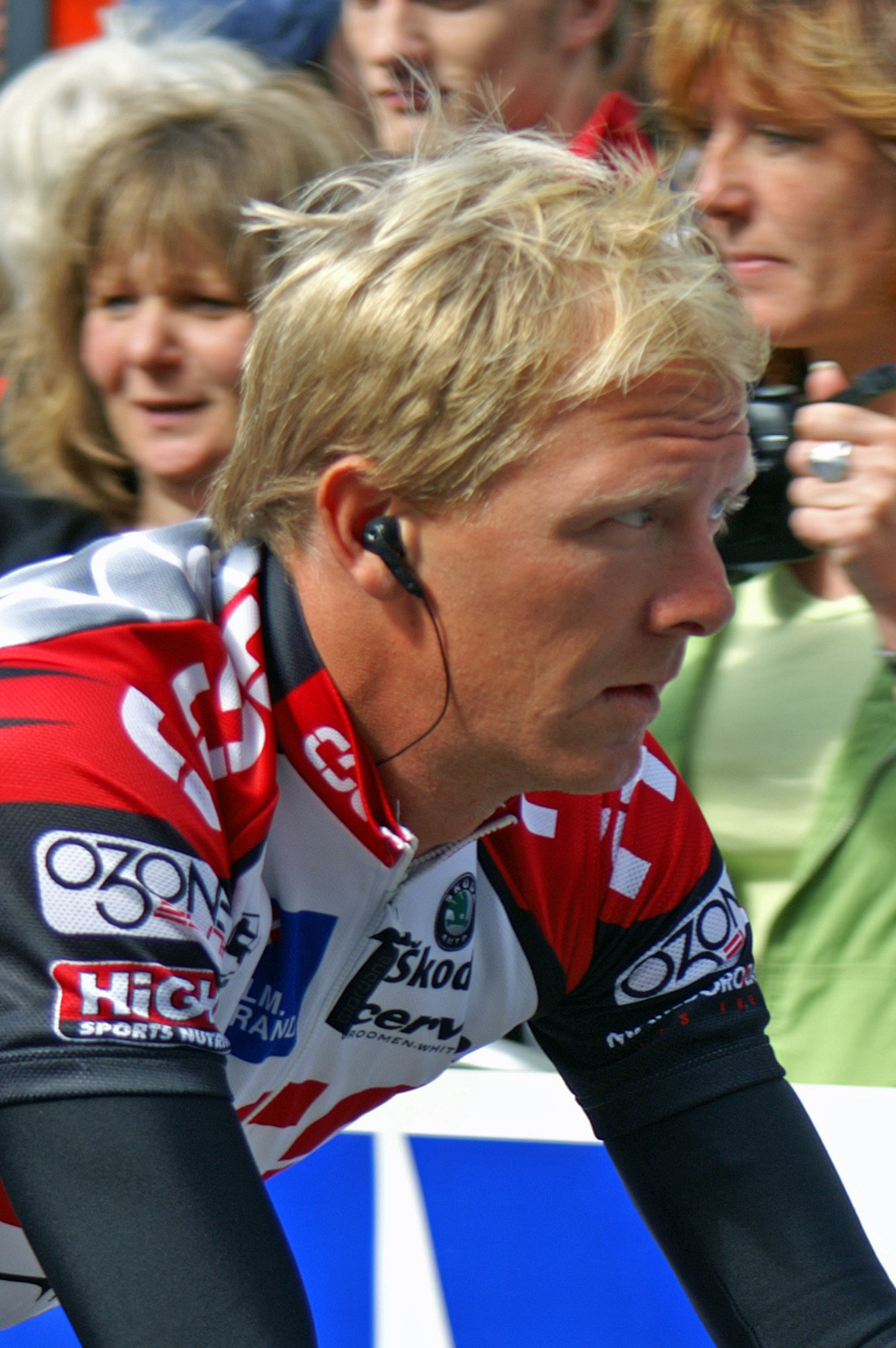
Jakob Piil i Team CSC.

Jakob Storm Piil, född  3 september 1973 i Odense, Danmark, är en dansk före detta professionell tävlingscyklist. Han var en all-round cyklist som mest var känd för sin aggressiva cykelstil. Han var speciellt duktig på att attackera vid de rätta tillfällena och var ofta ute i långa utbrytningar.

## Karriär
Jakob Piil började sin cykelkarriär som bancyklist. Han körde sexdagarslopp med skiftande kollegor, bland annat tävlade han med Michael Sandstød och Jimmi Madsen. Professionell cyklist på landsväg blev Piil 1997 med RDM och fick några topp 10-resultat under sitt första år som professionell. 1998 började han tävla för Acceptcard, med vilka han tog sin första vinst som professionell i det lilla danska loppet GP Skive. Nästa år gjorde han bra resultat och vann också USPRO Championship. Till säsongen 2000 valde Piil att gå över till det nuvarande Team Saxo Bank, eller Memory Card Jack & Jones som det kallades vid tillfället. Sitt första år i Memory Card Jack & Jones började med att han kraschade in i en bil inför Milano-Sanremo och därför inte kunde tävla under fyra månader.
Andra året i stallet var desto bättre då Piil vann Fredsloppet 2001. Han vann också GP d'Ouverture La Marseillaise. Han slutade också på andra plats på etapp 17 i Tour de France 2001 efter en lång utbrytning med 16 andra cyklister.
Piil vann Paris-Tours och Danmark runt 2002. Han försökte återigen att vinna en etapp på Tour de France. På den 18:e etappen låg han bra med i sprinten för etappvinsten men med 250 meter kvar att cykla förlorade han fotfästet om pedalen och slutade därför trea. 
På etapp 10 under Tour de France 2003 fick Piil så sin efterlängtade seger efter en lång utbrytning. På mållinjen skakade Piil och utbrytningskollegan Fabio Sacchi händer inför sprinten som Piil vann med några meter.
Piil blev utsedd till den mest aggressiva cyklisten på Tour de France 2004 efter att ha varit med i ett flertal utbrytningar under loppet, men vann ingen etapp.
Under 2005 hade dansken skadebekymmer och var därför inte uttagen till Team CSCs lag under Tour de France 2005. I stället fick han möjligheten att köra Vuelta a España där han var med i några utbrytningar innan han blev tvungen att avsluta loppet på grund av sjukdom. Piil blev frisk inför världsmästerskapen och tog där sitt bästa resultat för den säsongen när han slutade på en femte plats. 
Från januari 2007 tillhörde Piil det tyska UCI ProTour-stallet T-Mobile Team. Anledningen till bytet var att Team CSC inte lät honom köra Vuelta a España 2006. Men efter ett år med skadebekymmer och svårigheter att hitta en ny arbetsgivare beslutade han sig för att avsluta sin karriär.

## Privatliv
Jakob Piil är kusin till den före detta danska tävlingscyklisten Jørgen V. Pedersen.

## Stall
- RDM New Systems 1996
- RDM 1997
- Team Acceptcard 1998–1999
- Memory Card Jack & Jones 2000
- CSC-Tiscali 2001–2002
- Team CSC 2003–2006
- T-Mobile Team 2007